# Efrain Arañeda
Efrain Antonio Arañeda Estay (Peñalolén, 5 de junho de 1978) é um futebolista semi-profissional chileno-taitiano que atua como meio-campista. Desde 2003, atua no AS Dragon e também defendeu a seleção do território ultramarino francês. Fora dos gramados, trabalha como guia turístico.

## Carreira
Revelado nas categorias de base do Colo Colo Peñalolén, Arañeda jogou também nos tradicionais Cobreloa e Universidad Católica, antes de ter uma curta passagem pelo futebol da Bélgica, atuando pelo Visé. Regressou ao Chile em 2000, onde jogou pelo Colchagua.
Em 2001, foi para a Polinésia Francesa, assinando com o AS Tefana para a disputa do Campeonato Taitiano. Foram 2 temporadas antes de ser contratado pelo AS Dragon, onde permanece até hoje. Pelos Dragões, o meia conquistou 11 títulos (6 Campeonatos Taitianos, 3 Copas do Taiti e 2 Copas dos Campeões).

## Seleção Taitiana
Naturalizado taitiano, Chico fez a sua estreia pelos Toa Aito em abril de 2011, num amistoso contra a Nova Caledônia. O único gol feito por ele foi nos Jogos do Pacífico Sul, frente ao Kiribati.
Embora tenha perdido a Copa das Confederações de 2013 devido a uma ruptura nos ligamentos do joelho direito, o meio-campista permaneceu na delegação como guia turístico. Após o jogo entre Espanha e Taiti, que terminaria derrotado por 10 a 0, com quatro gols de Fernando Torres, Arañeda reencontrou o então jogador do Chelsea (ambos se conheceram em 2007, mas o espanhol, que na época ainda era atleta do Atlético de Madrid, viajou de última hora para assinar com o Liverpool) e ganhou de presente a camisa de El Niño.
O último jogo de Arañeda pelo Taiti foi também em 2013, novamente contra a Nova Caledônia, desta vez pelas eliminatórias da Oceania para a Copa de 2014.